# Eloy Urroz
Eloy Urroz (Nueva York, 1967) es un escritor mexicano perteneciente a la generación del crack.

## Biografía
Eloy Urroz nació en Manhattan, Nueva York, en 1967, de padres mexicanos, vivió su juventud en la Ciudad de México y a los dieciocho años decidió naturalizarse mexicano. Estudió la licenciatura en Lengua y Literatura Hispánicas en la UNAM, y la maestría y el doctorado en Letras Hispánicas en la Universidad de California. Con Jorge Volpi e Ignacio Padilla, a los que conoció  en la preparatoria del Centro Universitario México  en 1986 escribieron el libro de narrativa Variaciones sobre un tema de Faulkner, con el que ganaron el Premio Nacional de Cuento San Luis Potosí diez años más tarde. Ha publicado las novelas Las leyes que el amor elige (1993), Las rémoras (1996). El pueblo de Las Rémoras (1996) es un lugar imaginario en Baja California con ecos de Macondo (Gabriel García Márquez), Comala (Juan Rulfo) o Santa María (Juan Carlos Onetti). Herir tu fiera carne (1997), Las almas abatidas (2000) y Un siglo tras de mí (2004). Es coautor de Tres bosquejos del mal (1994) y Crack. Instrucciones de uso (2004). Ha escrito los libros de ensayo: Las formas de la inteligencia amorosa: D. H. Lawrence y James Joyce (1999), La silenciosa herejía: forma y contrautopía en las novelas de Jorge Volpi (2000), Siete ensayos capitales (2004) y Êthos, forma, deseo entre España y México (2007). Su obra poética está reunida en Poemas en exhibición (2003).
Actualmente es profesor de literatura latinoamericana en The Citadel, en South Carolina.
Se licenció en Lengua y Literatura Hispánica en la UNAM, y se doctoró en la Universidad de California con una tesis sobre su amigo Jorge Volpi, "La silenciosa herejía: forma y contrautopía", que luego se publicó como libro. Actualmente es profesor de Literatura Española y Latinoamericana en la Universidad James Madison, en Virginia.

## Obra
La crítica ha señalado la influencia de Freud en el desarrollo de temas sexuales variopintos como el voyeurismo, el incesto y la bisexualidad reprimida, el modelo de D. H. Lawrence en el tratamiento del amor como una consagración y el Quijote como paradigma de narración polifónica y plataforma de intertextualidades.[cita requerida] Otros han señalado ínflujos más ocultos, como el del novelista húngaro Peter Nádas y su obra A Book of Memories.[cita requerida]

### Las Rémoras
El pueblo de Las Rémoras (1996) es un lugar imaginario en Baja California con ecos de Macondo (Gabriel García Márquez), Comala (Juan Rulfo) o Santa María (Juan Carlos Onetti). 
La novela presenta una trama con varias líneas narrativas que mezclan la realidad y la ficción como en un juego de espejos. El propio autor explicó que detrás de ello había "un doble homenaje: al Quijote", la novela metaficcional por excelencia, y a Niebla, donde los personajes dialogan con el autor".[cita requerida]